# سات هندوستاني
سات هندوستاني (بالهندية: सात हिन्दुस्तानी) (بالإنجليزية: Saat Hindustani)‏ (بالعربية: سبعة هنود) هو فيلم أكشن باللغة الهندية عام 1969 من تأليف وإخراج وإنتاج خواجا أحمد عباس. يروي الفيلم قصة بطولية لسبعة هنود يحاولون تحرير مدينة غوا من الحكم الاستعماري البرتغالي. الفيلم من بطولة طاقم الممثلين بقيادة مادو، أوتبال دوت، جلال آغا، أنور علي، مادوكار، أميتاب باتشان (في أول فيلم له)، وشهناز.

## الحبكة
انضم الشاعر المسلم أنور علي من بيهار وخمسة رجال آخرين ينتمون جميعًا إلى ديانات مختلفة وأجزاء مختلفة من الهند، إلى رفيقتهم السابعة ماريا، وهي من مواليد مدينة جوا المحتلة من قبل البرتغاليين، لإثارة المشاعر القومية في الولاية من خلال رفع الأعلام الهندية على الحصون والمباني البرتغالية.

## الممثلون
- مادو في دور شوبود سانيال
- أوتبال دوت في دور جوغيندر ناث
- جلال آغا في دور ساخارام شيندي
- أنور علي في دور رام بهجت شارما
- مادوكار في دور ماهاديفان
- أميتاب باتشان في دور أنور علي
- شهناز في دور ماريا (في دور شهناز)
- أيه كيه هانغال في دور الطبيب
- دينا باتاك في دور السيدة جيه ناث
- براكاش ثابا كمفتش ضرائب
- كانو سارسوات

## الموسيقى التصويرية
أُلفت موسيقى الفيلم من قبل جي بي كوشيك، وكان كيفي اعظمي هو كاتب الكلمات، وغنيت الأغاني بواسطة ماهيندرا كابور.

## الجوائز
جوائز السينما الوطنية
- جائزة نرجس دوت لأفضل فيلم روائي طويل عن التكامل الوطني.
- جائزة الفيلم الوطني لأفضل كلمات - كايفي عزمي.

## روابط خارجية
- سات هندوستاني على موقع IMDb (الإنجليزية)
- سات هندوستاني على موقع قاعدة بيانات الفيلم (الإنجليزية)
- سات هندوستاني على موقع ليتربوكسد (الإنجليزية)
- سات هندوستاني على موقع كينوبويسك (الروسية)